# El Abiodh Sidi Cheikh
El Abiodh Sidi Cheikh è un comune dell'Algeria, situato nella provincia di El Bayadh.